# Apistomyia santokhi
Apistomyia santokhi är en tvåvingeart som beskrevs av Kaul 1971. Apistomyia santokhi ingår i släktet Apistomyia och familjen Blephariceridae. Inga underarter finns listade i Catalogue of Life.